# 海事博物館

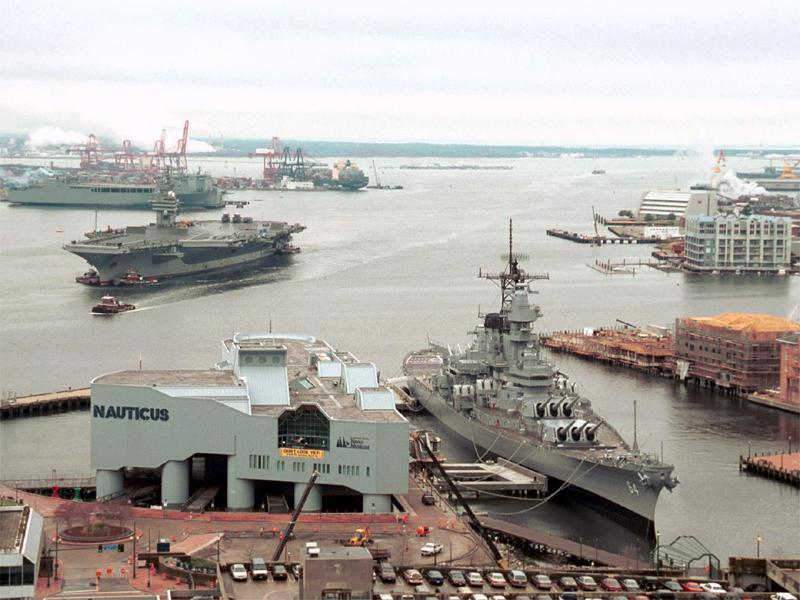
戦艦ウィスコンシンは、4隻ある米海軍アイオワ級の1隻で現在は博物館として公開されている。

海事博物館（かいじはくぶつかん）とは、海事に関する事柄の展示を中心とした博物館である。

## 概要
海事とは海洋に関する人間の営みに関する事柄であり、船舶や造船などの海運に関する事柄、深海調査や海底資源開発などの海洋開発に関する事柄、漁業や海軍に関する事柄などがある。その点で海や河川、湖沼などの水辺で暮らす生物を展示する水族館とは展示物の趣旨が異なっている。
港町に立地しその街の歴史を合わせて紹介する施設も多い。海事博物館が加盟する国際的な団体として国際海事博物館機構がある。

### 展示物
海事博物館の展示物は様々であるが、一例では下記のようなものがある。
- 歴史的な船舶の実物又は複製品。海上又は河川上に係留されていたり[注 1]、博物館内のドックに収容される。小型の船舶の場合は、屋内や敷地内に陸揚げされ展示される。歴史が古く実物が現存しない場合は再現されたものが展示されることもある。
- 船舶の模型。細密に再現されたものや、大スケールで再現した模型[注 2]などがある。これらの模型のなかには船舶模型愛好家からの寄贈又は寄託によるものがある[注 3]。
- 港湾に関する資料。歴史的又は大規模な港湾地域に開設された海事博物館は、その港湾の一部を展示に利用していたり、港湾に関する歴史的資料を展示していることがある。
- 造船に関する資料。造船業が盛んな地域に開設された海事博物館は、造船に関する資料を展示していることがある。

海事博物館のうち、海軍博物館として海洋の軍事関係を中心に展示する博物館もある。海軍博物館のなかには、空母に搭載する艦載機や、潜水艦を展示するものもある。日本の戦国時代の海軍ともいうべき水軍を中心に展示する水軍博物館もある。

### 活動
船舶をはじめとする海事に関する物品を収集し、保存し、展示する他、海事に関する研究や教育活動などを行っている。博物館を拠点として、海事に関するボランティア活動などがおこなわれることもある。

## 主な海事博物館

### 日本

#### 北海道地方
- 利尻町立博物館 (北海道利尻町)
- 広尾町海洋博物館 郷土文化保存伝習館 (北海道広野町)
- 厚岸町海事記念館 (北海道厚岸町)
- 函館市青函連絡船記念館摩周丸 (北海道函館市)
- 北海道大学水産学部水産科学館 (北海道函館市)
- 函館市北洋資料館 (北海道函館市)
- 北海道立オホーツク流氷科学センター (北海道紋別市)
- 余市水産博物館 (北海道余市町)

#### 東北地方
- 青函連絡船メモリアルシップ八甲田丸 (青森県青森市)
- みちのく北方漁船博物館 (青森県青森市)
- 岩手県立水産科学館 (岩手県宮古市)
- 宮城県慶長使節船ミュージアム (宮城県石巻市)
- 北上川・運河交流館 (宮城県石巻市)
- 石巻文化センター  (宮城県石巻市) （閉館）
- 日和山公園 (山形県酒田市)

#### 関東地方

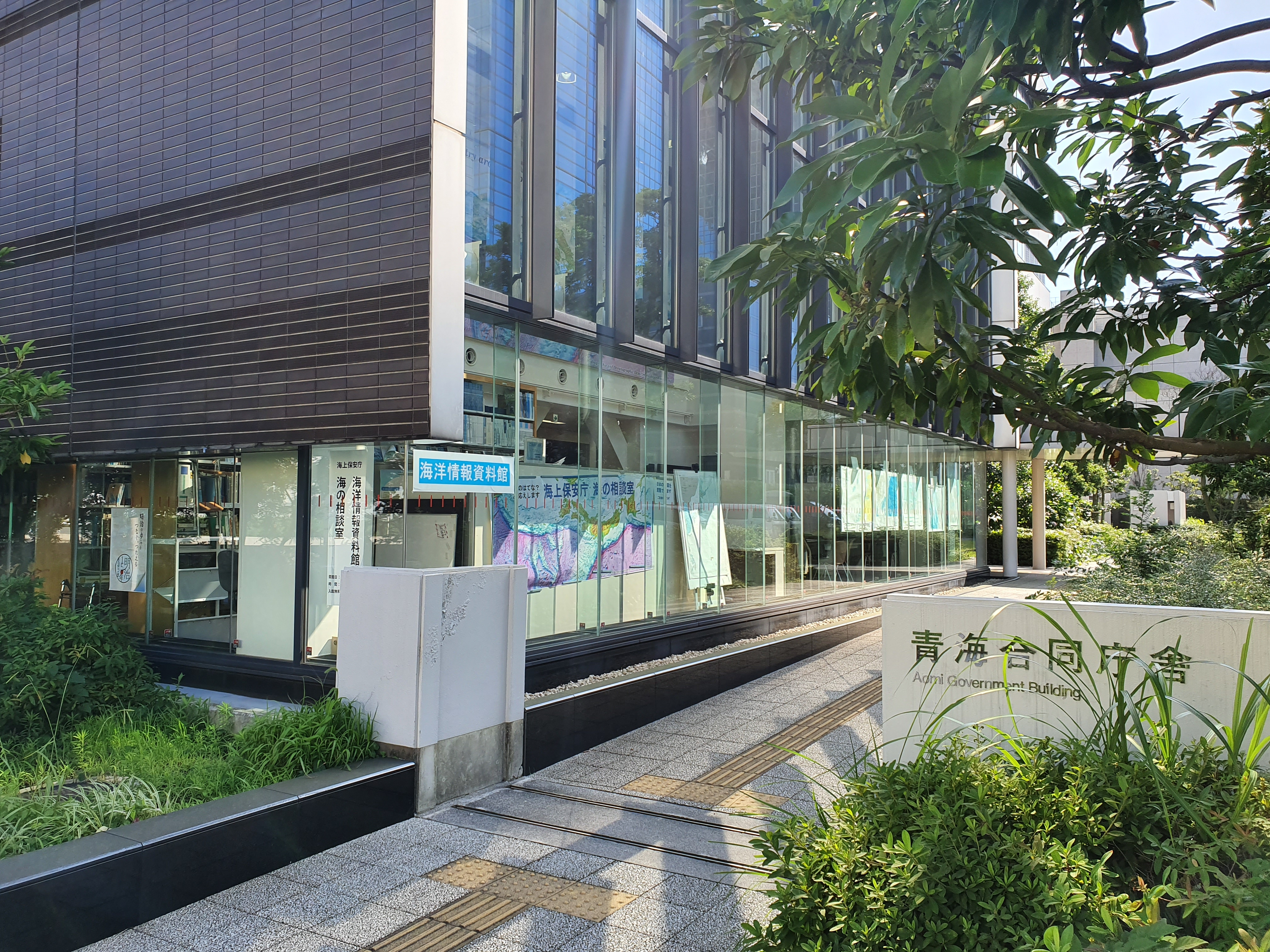
海洋情報資料館

- 北茨城市漁業歴史資料館 (茨城県北茨城市)
- 船の科学館 (東京都品川区)（閉館）
- 石川島資料館 (東京都中央区)
- 明治丸記念館 (東京都中央区)
- IHIアイミューズ（東京都江東区）
- 海上保安庁海洋情報資料館（東京都江東区）
- 中川船番資料館（東京都江東区）
- 東京海洋大学マリンサイエンスミュージアム（東京都港区）
- 物流博物館（東京都港区）
- 塩事業センター塩業資料室（神奈川県小田原市）
- 海外移住資料館 (神奈川県横浜市)
- 海上保安庁海上保安資料館横浜館 (神奈川県横浜市)
- 日本郵船歴史博物館 (神奈川県横浜市)(2023年4月1日～2026年9月30日頃まで休館)
- 氷川丸 (神奈川県横浜市)
- 記念艦 三笠 (神奈川県横須賀市)
- 三菱みなとみらい技術館 (神奈川県横浜市)
- 横浜開港資料館 (神奈川県横浜市)
- 横浜みなと博物館（神奈川県横浜市）
- 九十九里いわし博物館 (千葉県九十九里町) （休館中）
- 君津市漁業資料館 (千葉県君津市)

#### 中部地方
- マリンミュージアム海洋[1] (新潟県糸魚川市)
- 新潟市歴史博物館 (新潟県新潟市)
- 佐渡国小木民俗博物館 (新潟県佐渡市)
- 海王丸パーク (富山県射水市)
- 北前船の里資料館 (石川県加賀市)
- 石川県銭屋五兵衛記念館 (石川県金沢市)
- 海洋漁業科学館 (石川県能登町)
- 東海大学海洋学部博物館 (静岡県静岡市)
- フェルケール博物館 (静岡県静岡市)
- 戸田造船郷土資料博物館 (静岡県沼津市)
- 深層水ミュージアム (静岡県焼津市)
- 焼津漁業資料館 (静岡県焼津市)
- 鳥羽市立海の博物館 (三重県鳥羽市)
- 名古屋海洋博物館（愛知県名古屋市）
- 西尾市塩田体験館（愛知県西尾市）

#### 近畿地方
- なにわの海の時空館（大阪市大阪市）（閉館）
- 海軍記念館 (京都府舞鶴市)
- 神戸海洋博物館・カワサキワールド (兵庫県神戸市)
- 神戸大学海事博物館 (兵庫県神戸市)
- 戦没した船と海員の資料館 (兵庫県神戸市)
- 赤穂市立海洋科学館 (兵庫県赤穂市)
- くじらの博物館 (和歌山県太地町)
- トルコ記念館 (和歌山県串本町)
- 日米修交記念館 (和歌山県串本町)

#### 中国地方
- 野﨑家塩業歴史館 (岡山県倉敷市)
- いろは丸展示館 (広島県福山市)
- 因島水軍城（広島県尾道市）
- 呉市海事歴史科学館（大和ミュージアム）（広島県呉市）
- 海上自衛隊呉史料館（てつのくじら館）（広島県呉市）
- 海上保安庁海上保安資料館（広島県呉市）
- かまがり古代製塩遺跡復元展示館（広島県呉市）
- 水産大学校標本館（山口県下関市）
- 三菱重工業下関造船所史料館（山口県下関市）
- 陸奥記念館（山口県周防大島町）
- 長門市くじら資料館（山口県長門市）

#### 四国地方
- 今治市村上海賊ミュージアム（愛媛県今治市）
- 大三島海事博物館（愛媛県今治市）
- ソルティ多喜浜（愛媛県新居浜市）
- 瀬戸内海歴史民俗資料館（香川県高松市）
- 琴平海洋博物館（香川県琴平町）
- 塩飽勤番所（香川県丸亀市）
- ジョン万次郎資料館（高知県土佐清水市）
- 室戸海洋深層水アクアファーム（高知県室戸市）

#### 九州地方
- 水の子島海事資料館 (大分県佐伯市)
- 亀山社中記念館 (長崎県長崎市)
- 三菱重工業長崎造船所史料館 (長崎県長崎市)
- 崎戸歴史民俗資料館(長崎県西海市)
- 海上自衛隊佐世保史料館(長崎県佐世保市)
- 平戸市生月町博物館(長崎県平戸市)
- 海上自衛隊鹿屋航空基地史料館（鹿児島県鹿屋市）
- 福岡県水産資料館 (福岡県福岡市)

#### 沖縄地方
- 糸満海人工房・資料館(沖縄県糸満市)
- うるま市立海の文化資料館 (沖縄県うるま市)
- 対馬丸記念館 (沖縄県那覇市)
- 海洋文化館 (沖縄県那覇市)
- 海洋博公園海洋文化館 (沖縄県本部町)

### 日本国外
- Australian National Maritime Museum
- Baltimore Maritime Museum (Baltimore, MD, US)
- Bermuda Maritime Museum,
- Columbia River Maritime Museum, Astoria, Oregon
- Coral World (St. Thomas, U.S. Virgin Islands)
- Eyemouth Maritime Centre Eyemouth, Scotland
- Great Lakes Floating Maritime Museum, Duluth, Minnesota
- Galata - Museo del Mare, Genova, Italy,
- Hull Maritime Museum, Kingston upon Hull, England
- 国立海洋科技博物館（台湾）
- Lake Champlain Maritime Museum, Basin Harbor, Vermont, US
- Mariners' Museum (US)
- トリンコマリー海軍海事史博物館（スリランカ）
- Maritime Museum of the Atlantic (Halifax)
- Museum of Hartlepool (UK)
- Maritime Museum of San Diego
- Maritime Museum Ria de Bilbao, Bilbao, Spain,
- Museum of the World Ocean, Kaliningrad, Russia
- Mystic Seaport (US)
- 国立海事博物館 (UK)
- National Maritime Museum (New Zealand)
- Nauticus National Maritime Center (Norfolk, VA US)
- Nederlands Scheepvaartmuseum, Amsterdam
- ペイトリオッツ・ポイント海軍海事博物館
- ポーツマス・ヒストリック・ドックヤード (UK)
- San Francisco Maritime National Historical Park
- バンクーバー海洋博物館 (カナダ)
- ヴァーサ博物館 (スウェーデン)
- Maritime Museum (Stockholm)
- Wisconsin Maritime Museum, Manitowoc, Wisconsin
- 海事博物館（マレーシア）

## 関連
- List of Transport Museums
- 海に関連する史跡